# Берман, Дэвид (музыкант)
Дэвид Клауд Берман (имя при рождении Дэвид Крэйг Берман) — музыкант, поэт и художник известный благодаря участию в музыкальной группе SIlver Jews, в которой он был единственным постоянным участником, написал практически все тексты песен и был основным вокалистом. Помимо этого, он также участвовал во многих других музыкальных проектах и написал две книги.

## Биография

### Начало музыкальной карьеры (1989—1995)
Берман родился 4 января 1967 года в Вильямсбурге, штат Виргиния. Его отцом был Ричард Берман, лоббист, представляющий огнестрельное оружие, алкоголь и другие отрасли. Дэвид учился в средней школе Greenhill School в Аддисоне, штат Техас до поступления в Университет Виргинии. Находясь в Шарлоттсвилле, Берман начал писать и исполнять песни (записывались на автоответчик телефона) со своей группой Ectoslavia, в основном состоящей из одногруппников Стивена Малкмуса и Боба Настановича. По окончании университета, трио переехало в Хобокен, штат Нью-Джерси, где они делили квартиру, сменили название на «Silver Jews» и делали записи в своей гостиной. В то время Берман работал охранником в Музее Американского Искусства Уитни.
Перед переездом в Хобокен Малкмус вместе со своим другом детства Скоттом Каннбергом основал ещё одну группу, Pavement. По мере того как популярность и известность Pavement росли, возникло мнение, что Silver Jews были дополнительным проектом Pavement, несмотря на то, что группа предшествовала Pavement и группу возглавлял Берман. На ранних записях группы он даже пытался защитить индивидуальность группы, указав Малкмуса и Настановича под псевдонимами, но позднее люди узнали, кто такие «Фигурка Хейзел» и «Бобби Н.» Вскоре после успеха дебютного альбома Pavement, Slanted and Enchanted (названного в честь карикатуры, созданной Берманом), Дэн Корецки, основатель чикагского инди-лейбла Drag City, встретился с Берманом. Корецки предложил музыканту выпустить записи Silver Jews. На их первом сингле и EP для лейбла Dime Map of the Reef 1992 года и The Arizona Record 1993 года соответственно, группа придерживалась своей ультра-лоу-фай эстетики.
После выпуска мини-альбомов Берман поступил на писательскую программу для выпускников Массачусетского университета в Амхерсте и встретил единомышленников из местных групп — гибрид инди-рока и альт-кантри Scud Mountain Boys и New Radiant Storm King. Вскоре у него было достаточно материала для выпуска Starlite Walker в 1994 году. Альбом воссоединил Бермана с Малкмусом и Настановичем, которые в этот раз выступали под настоящими именами.

### Продолжение карьеры (1996—2008)
Во время работы с другими исполнителями, такими как War Comet, Берман записал второй альбом, The Natural Bridge, летом 1996 года с участниками New Radiant Storm King и художником и продюсером Drag City Рианом Мёрфи. Позднее Малкмус вернулся в группу для работы над American Water 1998 года.
В 1999 году издательством Open City Books был опубликован первый сборник стихов Бермана Actual Air. В 2001 году Берман выпустил Bright Flight и Tennessee, в которых также фигурирует его жена Кэсси Берман. В начале 2003 года театральная группа Infernal Bridegroom Productions из Хьюстона, штат Техас, с благословения Бермана поставила театральную интерпретацию Actual Air, в которую вошли избранные стихи из книги Бермана, а также три кавера на его песни.
После выпуска Tennessee Берман пережил период тяжёлой депрессии и злоупотребления психоактивными веществами. В 2003 году он попытался покончить жизнь самоубийством, употребив кокаин, алкоголь и рецептурный препарат Ксанакс. Позже Берман называл это время «невероятным благословением», потому что он стал более глубоко вовлечён в иудаизм.
В 2005 году Берман собрал свою группу для нового альбома в новом составе, в который входили его жена, Малкмус, Настанович, Уилл Олдхэм, Азита Юсеффи и другие. Tanglewood Numbers был записан в Нэшвилле и чудом избежал разрушения в пожаре, который охватил студию в Мемфисе, где должен был проходить мастеринг. Осенью Drag City выпустили альбом, и в том же году Берман удивил поклонников, объявив о первом в истории турне группы.
Lookout Mountain, Lookout Sea, шестой студийный альбом Бермана, был выпущен 17 июня 2008 года. Он был записан в Marble Valley в Лексингтоне, штат Виргиния, и в Lake Fever Productions в Нэшвилле, штат Теннесси. Затем последовал тур по Америке. Группа гастролировала по Великобритании и Ирландии в мае перед выпуском альбома.

### Перерыв (2009—2017)
22 января 2009 года Берман объявил через Drag City, что он уйдёт из музыки и отыграет последнее шоу в пещерах Камберленд в Макминнвилле, штат Теннесси, 31 января 2009 года. Пещеры расположены на глубине 333 фута под землёй, и было доступно только 300 билетов. Концерт транслировался на знаменитой радиостанции WSM AM в Нэшвилле, а также был доступен в потоковом формате на их веб-сайте. Берман заявил, что сыграет свои 15 любимых песен Silver Jews. Он также написал, что хотел бы стать журналистом или сценаристом.
В тот же день он сделал ещё одно сообщение на доске объявлений Drag City, в котором говорилось, что он сын лоббиста Ричарда Бермана. Он разорвал отношения с отцом в 2006 году. Он потребовал, чтобы его отец прекратил свою работу, поддерживая оружие, алкоголь, разрушение профсоюзов и прочее, иначе он разорвёт их отношения. Ричард Берман отказался, и с тех пор они не разговаривали. В записи на доске объявлений он назвал своего отца «злом», «эксплуататором» и «a world historical motherfucking son of a bitch». Берман закончил свой пост словами говоря: «Я сын демона, пришедший возместить ущерб».
Также одной из главных причин перерыва в музыке было то, что перед выступлением в Австралии в 2009 году, Ник Кейв через организаторов самый последний момент, когда группа готовилась выйти на сцену, запретил выступать Silver Jews. Сам Берман позднее назвал это подозрительным. Эта ситуация сильно его встревожил, и он также упомянул её в песне That’s Just the Way That I Feel своего будущего проекта Purple Mountains словами «I met failure in Australia».
В 2010 году Берман выступил на Летней писательской конференции Open City. В своём выступлении он обсудил свои трудности с книгой, которую он пытался написать о своём отце. Он также сообщил, что HBO выразил заинтересованность в превращении книги в одночасовую серию. Наняли сценариста для пилотной серии. HBO хотел начать производство, но Берман отменил его, заявив, что не хочет делать своего отца более популярным.
В январе 2011 года Берман запустил свой блог Menthol Mountains Архивная копия от 29 октября 2018 на Wayback Machine, в котором размещал стихи, эссе и фотографии.
Берман сотрудничал с The Avalanches над двумя песнями: «A Cowboy Overflow of the Heart» 2012 года (выпущена в Интернете как отдельный трек) и «Saturday Night Inside Out», которая вошла в их альбом Wildflower 2016 года.

### Возвращение в музыкальную индустрию (2018—2019)
Берман вернулся к музыке в 2018 году, став сопродюсером высоко оценённого критиками альбома Universalists. В мае 2019 года Берман основал группу Purple Mountains и выпустил свою собственную музыку впервые после перерыва, который длился более десяти лет — сингл All My Happiness Is Gone. Одноимённый дебютный альбом Purple Mountains был выпущен в июле 2019 года, а на момент смерти Бермана был запланирован тур.

## Личная жизнь

### Наркозависимость
Берман боролся с зависимостью от психоактивных препаратов в 1990-х и в начале 2000-х годов, употребляя кокаин, героин и метамфетамин. Он дважды непреднамеренно получил передозировку, одна передозировка была на Манхэттене после вечеринки по поводу выпуска альбома Bright Flight.
19 ноября 2003 года Берман предпринял попытку самоубийства в Нэшвилле, попытавшись принять 300 таблеток ксанакса в сочетании с кокаином. Когда его обнаружила жена Кэсси, он отказался от госпитализации и вместо этого потребовал, чтобы его доставили в отель Loews Vanderbilt (место, где вице-президент Эл Гор останавливался в течение двух недель во время пересчёта голосов на выборах 2000 года). На стойке регистрации Берман потребовал (и получил) «номер Эла Гора»; пока ехал на лифте в комнату, сказал работнику отеля: «Я хочу умереть там, где умер президент!» В конце концов он был доставлен в Медицинский центр Университета Вандербильта. Примерно через год он прошёл курс реабилитации от наркозависимости в Hazelden Foundation. Этот эпизод был позже подробно описан Ником Вайденфельдом в статье для Fader под названием «Умирая в номере Эла Гора». Отвечая на вопрос о зависимости и трезвости во время интервью 2019 года, Берман заявил: «Я был трезв на 100 % для Tanglewood Numbers. Туры сделали меня ежедневным курильщиком марихуаны. Это был единственный способ укрыться от суеты и вынести скуку. Я был ежедневным курильщиком с 2006 по 2009 год». Однако после выздоровления он больше никогда не принимал сильнодействующие наркотики. Он также отметил: «сам по себе алкоголь мне не очень нравится.»
После смерти своего друга Дэйва Клауда в 2015 году Берман изменил своё второе имя с Крейга на Клауд в его честь.

### Смерть
В 2019 году Берман сообщил, что задолжал более 100 000 долларов, что, по его словам, всегда было над его головой и «утомительным поводом для беспокойства». Тем не менее, в панегирике Drag City сообщил, что Берман рассчитывал вскоре освободиться от долгов. Дэвид Берман покончил жизнь самоубийством через повешение 7 августа 2019 года в возрасте 52-ух лет в своей квартире в районе Парк-Слоуп в Бруклине за три дня до начала Североамериканского тура Purple Mountains.
На момент смерти Берман жил в Чикаго, штат Иллинойс. Он жил отдельно от своей жены Кэсси Берман, но они все ещё владели домом в Нэшвилле, штат Теннесси и поддерживали друг друга. Берман охарактеризовал их разлуку как медленный процесс, «без подстрекательств».

### После смерти
После его смерти отец музыканта Ричард Берман заявил: «несмотря на его трудности, он всегда оставался моим сыном. Я буду скучать по нему больше, чем он мог представить.»
Многие музыканты отдали дань уважения Берману после его самоубийства. Малкмус и Настанович устроили шоу в его честь. Кавер-альбом Approaching Perfection на различные произведения Дэвида был выпущен спустя два месяца после его смерти, в его создании участвовало множество различных авторов. Drag City выпустил музыкальный трибьют Берману в виде кавера на The Wild Kindness в исполнении различных музыкантов лейбла, включая Билла Каллахана, Уилла Олдхэма и Кэсси Берман.
Кинорежиссёр Лэнс Бэнгс объявил о создании мемориала в Нью-Йоркском Музее Мета Брейера, бывшем месте расположения Музея Уитни, в котором Берман работал охранником. Tennessee Titans, любимая футбольная команда Бермана, показала на джамботроне сообщение: «Нэшвилл (и весь мир) всегда будут любить Дэвида Бермана». А его поклонники делились текстами песен и стихами в социальных сетях в дань уважения.

## Дискография

### Silver Jews[44]

#### Альбомы
- Starlite Walker (1994) LP/Cass/CD/MP3/FLAC
- The Natural Bridge (1996) LP/CD/MP3/FLAC
- American Water (1998) CD/LP/MP3/FLAC/Cass
- Bright Flight (2001) CD/LP/MP3/FLAC
- Tanglewood Numbers (2005) LP/CD/MP3/FLAC
- Lookout Mountain, Lookout Sea (2008) LP/CD/MP3/FLAC
- Early Times (2012) LP/CD/Cass/MP3/FLAC

#### EPs
- The Arizona Record (1993) CD/12-inch
- Tennessee (2001) CD/12-inch

#### Синглы
- Dime Map Of The Reef (1990) 7"
- Silver Jews And Nico (1993) split 7" with New Radiant Storm King
- Send in the Clouds (1998) CD/7"
- Hot as Hell (1999) CD/7"

### Purple Mountains[45]

#### Альбомы
- Purple Mountains (2019) LP/CD/Cass/MP3/FLAC

#### EP
- All My Happiness is Gone (2019) 12"EP/MP3/FLAC

## Фильмография
Берман снялся в документальном фильме Silver Jew (2007) Майкла Талли, в котором запечатлены два выступления с первого турне Silver Jews в Тель-Авиве и Иерусалиме, а также некоторые фрагменты из путешествия Дэвида по этим городам, различные диалоги между друзьями и поход к Стене Плача, у которой музыкант не смог сдержать эмоций.